# 過溪子 (彰化縣)
過溪子，原寫為過溪仔，是臺灣彰化縣溪州鄉的一個地名，位於該鄉東南部。相較於今日行政區，其範圍大致包括潮洋村東部邊界地帶、柑園村南半部、成功村南部、大庄村南端，另外還包括二水鄉過圳村、五伯村、二水村、裕民林四村南端濁水溪河床地帶，以及雲林縣莿桐鄉四合村、五華村兩村北部的濁水溪河床地帶。

## 歷史
台灣清治末期至日治初期，過溪子地區為一街庄，稱為「過溪仔庄」，隸屬於東螺東堡。該庄輪廓略呈東尖西寬的三角形，北及東北與圳藔庄、西畔庄、下霸庄、下水埔、二八水庄為鄰，南邊為新庄仔庄、湖仔內庄、蔴園庄，西邊為潮洋厝庄。。
1901年（日治明治三十四年）11月，全台廢縣廳改設二十廳，該庄隸屬於彰化廳。1903年（明治三十六年）6月，該庄編入「下霸區」，隸屬於彰化廳。1909年（明治四十二年）10月，合併二十廳為十二廳，下霸區改隸屬於臺中廳。1920年（大正九年），廢廳、支廳、區、街庄（舊制）改設州、郡、街庄（新制）、大字，該庄改制並雅化為「過溪子」大字，隸屬於臺中州北斗郡溪州庄。
戰後溪州庄改制為溪州鄉，隸屬於臺中縣，大字亦改制為村。1950年10月，中、彰、投分治，溪州鄉改隸屬彰化縣。

## 聚落
本地區發展較早的聚落有頂過溪仔、過溪仔，半廍仔等，在日治期初期的官方地圖上已有記載。

## 交通
鄉道彰99線（過溪路、陸軍路、下壩路）是田中至潮洋厝的道路，大致以東北東—西南西走向經過本地區西北角。由該道路向東北東轉北再轉東經圳寮東南端可前往西畔南部、下霸、東北斗東南部、大新、田中市區並止於縣道150號（員集路二段）路口，向西南西可前往潮洋厝並止於鄉道彰101線路口。